# Бештепе
Бештепе (на румънски: Beștepe) е село в окръг Тулча, Северна Добруджа, Румъния.

## История
До 1940 година Бештепе е с преобладаващо българско население, което се изселва в България по силата на подписаната през септември същата година Крайовската спогодба.

## Личности
Починали в Бештепе
- Георги Векилски (1882-1918), български офицер